# 가재하목
가재하목(Astacidea)은 십각목에 속하는 갑각류 하목의 하나로 바닷가재와 가재 등을 포함하고 있다. 5개의 상과, 즉 2개의 가재 상과(가재상과와 남방가재상과), 1개의 바닷가재 상과(가시발새우상과), 그리고 1개의 암초새우 상과(암초새우속) 그리고 여러 멸종된 상과로 이루어져 있다. 2009년 기준으로, 가재과의 400종 이상을 포함하여 모두 782종이 기록되어 있다. 이 갑각류는 3쌍의 집게발을 가지고 있어 다른 십각류와 구별할 수 있으며, 첫 번째 집게발이 다른 2쌍보다 크게 발달해 있다. 이전에 가재하목으로 분류했던 글립페아상과(멸종한 여러 종과 현존하는 종 Neoglyphea inopinata 및 Laurentaeglyphea neocaledonica 등을 포함하고 있다.)는 이제 별도의 글립페아하목으로 분류하고 있다.

## 하위 분류
- † Palaeopalaemonoidea
  - † Palaeopalaemonidae
- 암초가재상과 (Enoplometopoidea)
  - 암초가재과 (Enoplometopidae)
  - † Uncinidae
- 가시발새우상과 (Nephropoidea)
  - † Chilenophoberidae
  - 가시발새우과 (Nephropidae)
  - † Protastacidae
  - † Stenochiridae
- 가재상과 (Astacoidea)
  - 유럽가재과 (Astacidae)
  - 가재과 (Cambaridae)
  - † Cricoidoscelosidae
- 남방가재상과 (Parastacoidea)
  - 남방가재과 (Parastacidae)